# Fontenelle (Wyoming)
Fontenelle è un census-designated place degli Stati Uniti d'America, situato nella Contea di Lincoln nello stato del Wyoming. Nel censimento del 2000 la popolazione era di 19 abitanti.

## Geografia fisica
Secondo i rilevamenti dell'United States Census Bureau, la località di Fontenelle si estende su una superficie di 9,3 km², di cui 8,9 km² sono occupati da terre, mentre 0,4 km² dalle acque.

## Popolazione
Secondo il censimento del 2000, a Fontenelle vivevano 19 persone, ed erano presenti 5 gruppi familiari. La densità di popolazione era di 2,1 ab./km². Nel territorio comunale si trovavano 8 unità edificate. Per quanto riguarda la composizione etnica degli abitanti, il 100% era bianco.
Per quanto riguarda la suddivisione della popolazione in fasce d'età, il 42,1% era al di sotto dei 18, il 5,3% fra i 18 e i 24, il 31,6% fra i 25 e i 44, il 21,1% fra i 45 e i 64, mentre infine lo 0% era al di sopra dei 65 anni di età. L'età media della popolazione era di 30 anni. Per ogni 100 donne residenti vivevano 72,7 uomini.